# تاريخ المملكة الهندية اليونانية

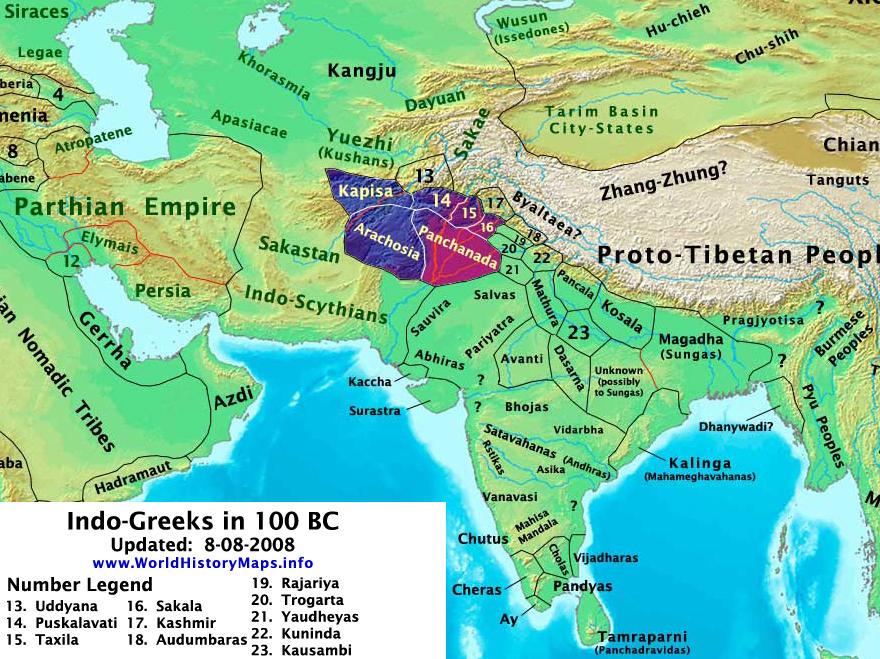

يغطي تاريخ المملكة الهندو-اليونانية فترة تمتد منذ القرن الثاني قبل الميلاد حتى بداية القرن الأول الميلادي في شمال وشمال غرب الهند. كان هناك ما يزيد عن 30 ملكًا هندو-يوناني كانوا يتنافسون أغلب الأحيان على مناطق مختلفة. لا يُعرف الكثير منهم إلا من خلال عملاتهم المعدنية.
العديد من التواريخ والأقاليم والعلاقات بين الملوك الهندو-يونانيين مؤقتة وتستند أساسًا إلى التحليل المسكوكي (البحث عن أماكن والكتابة الفوقية والمونوغرام والتعدين والأساليب) وعدد قليل من الكتابات الكلاسيكية والكتابات الهندية والأدلة الكتابية. القائمة التالية للملوك والتواريخ والأقاليم بعد عهد ديمتريوس مستمدة من التحليل الأحدث والأشمل لهذه المسألة، من قبل أوسموند بوبياراكتشي وآر. سي. سينيور.
بدأ غزو الهند الشمالية وإقامة ما سيعرف في ما بعد باسم «المملكة الهندو-يونانية» نحو عام 200 قبل الميلاد حين قاد ديميتريوس، ابن الملك اليوناني البكتري يوثيديموس الأول، قواته عبر جبل هندو كوش. من المحتمل أن أبولودوتوس أحرز تقدمًا في الجنوب، في حين قاد ميناندر في وقت لاحق غزوات باتجاه الشرق. في أعقاب غزواته، نال ديمتريوس لقب («أنيسيتوس»، حرفيًا الذي لا يقهر). وهو لقب لم يمنح قط لأي ملك سابق.
الأدلة المكتوبة على الغزو اليوناني الأول موجودة في الكتابات اليونانية لسترابو وجوستين، وباللغة السنسكريتية في سجلات باتانجالي وكاليدا ويوجا بورانا، من بين سجلات أخرى. تشهد العملات المعدنية والأدلة المعمارية أيضًا على مدى الحملة اليونانية الأولى.

## دليل على الغزو الأولي